# チヴェッツァーノ
チヴェッツァーノ（イタリア語: Civezzano）は、イタリア共和国トレンティーノ＝アルト・アディジェ州トレント自治県にある、人口約4,100人の基礎自治体（コムーネ）。

## 地理

### 位置・広がり
トレント自治県南東部に位置するコムーネ。県都トレントから東北東へ5km、ペルジーネ・ヴァルスガーナから北西へ5kmの距離にある。

#### 隣接コムーネ
隣接するコムーネは以下の通り。
- アルビアーノ
- フォルナーチェ
- ペルジーネ・ヴァルスガーナ
- トレント

## 行政

### 分離集落
チヴェッツァーノには、以下の分離集落（フラツィオーネ）がある。
- Civezzano (sede comunale), Bampi, Barbaniga, Barisei, Bosco, Cogatti, Garzano, Magnago, Mazzanigo, Mochena, Orzano, Penedallo, Roveré, Sant'Agnese, Seregnano, Torchio

### Comunita di valle
トレント自治県が設置した広域行政組織 Comunita di valle "Comunita Alta Valsugana e Bersntol" （事務所所在地: ペルジーネ・ヴァルスガーナ）に属する。

## 住民

### 言語
| 少数言語話者の割合（2011年） | 少数言語話者の割合（2011年） | 少数言語話者の割合（2011年） | 少数言語話者の割合（2011年） | 少数言語話者の割合（2011年） |
| ---------------------------- | ---------------------------- | ---------------------------- | ---------------------------- | ---------------------------- |
|                              |                              |                              |                              |                              |
| ラディン語                   | ラディン語                   |                              | 0.0%                         | 0.0%                         |
| モケーニ語                   | モケーニ語                   |                              | 0.3%                         | 0.3%                         |
| チンブロ語                   | チンブロ語                   |                              | 0.2%                         | 0.2%                         |

2011年10月9日に行われた国勢調査によれば、23人のモケーニ語話者がいるが、人口（7754人）に占める割合はごく小さい。チンブロ語話者も若干いる。

## 姉妹都市
- Untergriesbach、ドイツ